# Музыка, Николай Алексеевич
Николай Алексеевич Музыка (2 февраля 1927 — 6 июля 1963, Севастополь) — советский строитель, бригадир строительной бригады, Герой Социалистического Труда.

## Биография
Родился в 1927 году.
В девятнадцатилетнем возрасте приехал в Севастополь восстанавливать разрушенный в годыВеликой Отечественной войны город. Здесь окончил школу ФЗО, работал штукатуром, а с 1950 года — бригадиром в СУ-42 треста «Севастопольстрой». Его бригада первой в городе стала использовать в своей работе поточно-расчленённый метод и широко использовала механизацию производства. Также, бригада Николая Музыки стала инициатором социалистического соревнования в городе и области за звание «Коллектив коммунистического труда» и в 1958 году первой завоевала его.
В 1963 году погиб на строительстве. Похоронен в Севастополе на кладбище Коммунаров.
Был членом горкома и обкома КП Украины, делегатом XXII съезда КПСС, депутатом Верховного Совета УССР и Севастопольского горсовета.

## Память
8 июля 1963 года часть 4-й Бастионной улицы в Севастополе названа именем Николая Музыки. 13 октября 1979 года на здании № 2 была установлена памятная доска (архитекторы И. А. Брауде и В. П. Щербинина).

## Награды
- Герой Социалистического Труда и награждён орденом Ленина.
- «Лучший штукатур» Крымской области.
- Награждён значками «Отличник социалистического соревнования УССР», «Отличник социалистического соревнования СССР».